# Dodécaphonisme

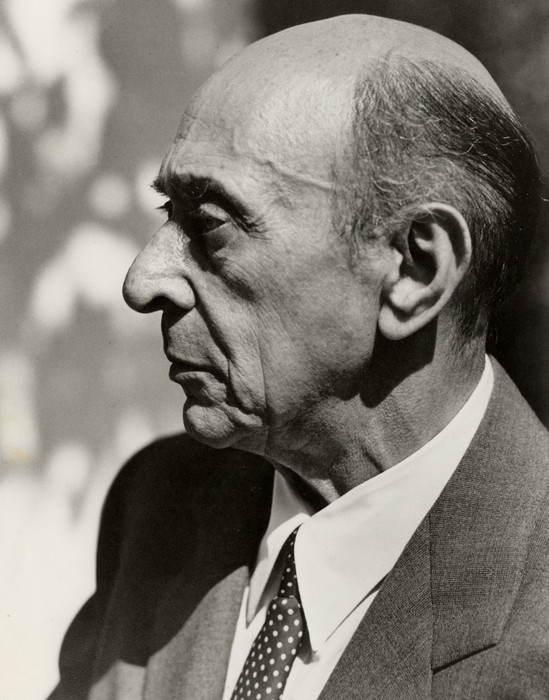
Arnold Schoenberg, l'inventeur du dodécaphonisme.

Le dodécaphonisme, ou musique dodécaphonique, est une technique de composition musicale imaginée et développée par Arnold Schönberg. Cette technique donne une importance comparable aux douze notes de la gamme chromatique, et évite ainsi toute tonalité.
Josef Matthias Hauer a inventé en 1920 (soit trois ans avant et indépendamment de Schönberg) un système analogue reposant sur des tropes d'hexacordes.

## Série dodécaphonique
La série dodécaphonique est conçue comme une succession permettant de faire entendre chacun des douze sons du total chromatique, mais sans qu'aucun d'eux ne soit répété. L'ordre ainsi établi forme une série immuable d'intervalles, qui soutient tout le développement de l'œuvre. Il est donc plus judicieux pour la compréhension du système de parler d'une série d'intervalles plutôt que d'une série de notes. Les intervalles sont vectorialisés selon le principe de la parité intervallique. 
Ce principe, et c'était là une des finalités de son inventeur, ôte toute hiérarchie dans les hauteurs, chacune ayant la même importance dans le flux mélodique. De ce fait, il va contre les principes de l'harmonie tonale, et crée, terme que Schönberg refusait[réf. souhaitée], une atonalité.
La série, ainsi créée pour ses qualités structurelles, peut être exploitée de différentes façons :
- dans sa forme originelle (Grundgestalt) appelée aussi forme droite,
- en récurrence (la série est prise par la fin) appelée aussi forme rétrograde,
- en renversement (tous les intervalles sont imités en mouvement contraire, c’est-à-dire qu'un intervalle descendant devient ascendant et vice versa) appelée aussi forme miroir,
- en récurrence du renversement appelée aussi forme rétrograde du miroir.

Ces quatre formes peuvent se transposer sur les douze degrés de la gamme chromatique, ce qui procure 4 x 12, soit 48 séries utilisables pour le matériau compositionnel à partir d'une même structure originelle.

## Histoire
Le dodécaphonisme, théorisé, puis développé par Arnold Schönberg à partir de 1923, donnera naissance à la musique sérielle.
À noter que le terme « dodécaphonisme  » n'est pas de Schönberg lui-même, il a été introduit par René Leibowitz dans un de ses écrits.
De nombreux musiciens ont adapté le concept de Schönberg à leur style de composition, en commençant par ses deux élèves les plus célèbres, Alban Berg, qui utilisa le dodécaphonisme plus librement, sans chercher à éviter l'implication tonale, et Anton Webern, qui se servit de la méthode de la façon la plus stricte. 
En 1949, dans une composition intitulée Mode de valeurs et d'intensités, Olivier Messiaen mit en série d'autres éléments musicaux que la hauteur (les nuances et les valeurs rythmiques). Il devait ainsi ouvrir la voie à la « série généralisée » qui suivit la Seconde Guerre mondiale et dont les autres pionniers ont été Milton Babbitt, Karlheinz Stockhausen et Pierre Boulez. Igor Stravinsky fut également influencé par Webern et les œuvres de la fin de sa vie (par exemple son In Memoriam Dylan Thomas de 1954) le classe dans ce groupe de compositeurs.
Plusieurs compositeurs des années 1940 et 1950 écrivirent des pièces dodécaphoniques tout en appliquant le principe avec une certaine souplesse, notamment Luigi Dallapiccola (1904-1975).